# Buzz! Junior: Monster Rumble
Buzz! Junior: Monster Rumble (prt: Buzz! Junior: Monstromania) é o terceiro jogo do Buzz! Junior de jogos. Buzz! Junior: Monster Rumble foi lançado em 2 de novembro de 2007 na Europa. Monster Rumble foi co-desenvolvido pela FreeStyleGames and Magenta Software e é publicado pela Sony Computer Entertainment Europe. FreeStyleGames desenvolveu dezenove dos vinte e cinco minijogos, enquanto Magenta criou os seis seguintes: Boo!, Bashing Pumpkins, Eyeball Fall, Ghoulish Golf, All Wrapped Up e Tug-O-War.
O jogo foi posteriormente portado para o PlayStation 3 pela Cohort Studios e foi lançado em 3 de setembro de 2009 como um download da PlayStation Store. Inclui suporte para troféus e a capacidade de usar um controlador sem fio DualShock em vez de campainhas.

## Minijogos para PlayStation 2
- All Wrapped Up
- Barrel Running
- Bashing Pumpkins
- Boo!
- Bubble Blowing
- Dizzy Dodgems
- Eyeball Fall
- Feeding Time
- Fiendish Frogs
- Freaky Fireworks
- Ghoulish Golf
- Hot Air
- Musical Chairs
- Picture Tennis
- Ping Pong Splat
- Potion Panic
- Pumpkin Catching
- Rock Monsters
- Scary Stilts
- Sewer Flush
- Spare Parts
- Tentacle Terror
- Treasure Hunt
- Tug-O-War
- Turtle Hurling

## Minijogos para PlayStation 3 (PSN)
- All Wrapped Up
- Boo!
- Ghoulish Golf
- Musical Chairs
- Treasure Hunt

## Críticas para PlayStation 3 (PSN)
A Girl Gamers deu uma nota de 7/10 referindo-se que "Para o seu público-alvo, este é um grande jogo que manterá os pequenos monstros entretidos continuamente.". A Gamers Digest também deu uma nota de 7/10 citando que "Este jogo se configura para ser "assustador" de uma forma muito familiar, com gosma e monstros de cores vivas, sem aqueles zumbis com braços arrancados, muito obrigado.".